# セミョーノフスキー島
セミョーノフスキー島（露: остров Семёновский）は、ノヴォシビルスク諸島の一部であるリャーホフスキー諸島にかつて存在していた島である。島はラプテフ海東部にある群島の南西部に位置していた。
島が消滅する以前は4平方キロメートルの面積を持ち、群島の中では最も小さな島の一つであった。消滅する直前の1945年の時点では、海岸沿いの崖は海面から24メートルの高さを持っていた。

## 歴史
島は1770年にヤクーツクの商人であったイヴァン・リャーホフによって発見された。リャーホフは凍結した海氷を横断する巨大なトナカイの群れの跡を追うことによって島を発見した。この島とノヴォシビルスク諸島の別の島を発見した報酬として、ロシア皇帝のエカチェリーナ2世はこれらの島々から象牙の化石を収集する独占的権利をリャーホフに与えた。
島の発見以来、セミョーノフスキー島は1952年から1960年代初頭の間に姿を消すまでの期間に急速に縮小した。セミョーノフスキー島の面積は、1823年の時点で4.6平方キロメートル、1912年の時点で0.9平方キロメートル、1936年の時点で0.5平方キロメートル、1945年の時点で0.2平方キロメートルであった。1950年には単独のサーモカルストの土台を残すのみとなり、1952年までにはそれも海面上に砂州を残すまでに浸食された。1960年代初頭にセミョーノフスキー島を訪れたときには、既に島は消滅し、海面下平均10メートル、最小0.2メートルの深さに砂州を残すのみであった。